# Pohoda (společnost)
POHODA, o. p. s. je nezisková organizace, zaměřená na sociální služby dospělým lidem s mentálním a kombinovaným postižením, případně organickým poškozením mozku. Vznikla v roce 1998, kdy otevřela první chráněné bydlení a začala poskytovat poradenství v oboru sociální práce s lidmi s postižením.

## Činnost
Organizace Pohoda poskytuje lidem s mentálním postižením sociální služby, které respektují individualitu a potřeby uživatelů. Pomáhá jim žít samostatně, s přiměřenou mírou podpory, mimo institucionální zařízení.

### Služby
- chráněné bydlení v rámci programu Bydlení POHODA – umožňuje lidem s mentálním postižením žít životem podobným životu jejich vrstevníků
- denní stacionář v rámci programu Klub POHODA – podporuje všestranný rozvoj lidem s mentálním a kombinovaným postižením a umožňuje jejich společenský kontakt
  - součástí stacionáře je Dílnička, kde se klienti zapojují vytvářením drobných výrobků do pracovního života[3]
- osobní asistence v rámci programu Asistence POHODA – asistenti pomáhají klientům s mentálním a kombinovaným postižením postarat se o sebe a ukazují jim, jak být co nejvíce samostatný
  - součástí programu je odlehčovací služba, která pomáhá rodinám načerpat nové síly nebo si zařídit potřebné záležitosti[4]
- odborné vzdělávání nabízí akreditované kurzy[5] v oblasti poskytování sociálních služeb lidem s mentálním či kombinovaným postižením. K 31. prosinci 2013 své vzdělávací služby poskytla téměř 2500 účastníkům kurzů a desítkám organizacím působících v oblasti sociálních služeb v ČR.[zdroj?]

### Kavárna Bílá Vrána
Společnost pohoda zaměstnává klienty s postižením nejen v Dílničce, ale také v pražské kavárně Bílá Vrána sídlící na Praze 1.